# (29550) 1998 BE44
1998 بي إي 44 (ويعرف أيضًا باسم (29550) 1998 بي إي 44 وفق تسمية الكوكب الصغير) (بالإنجليزية: 1998 BE44)‏ هو كويكب ضمن حزام الكويكبات؛ وترتيبه 29550 من حيث الاكتشاف.
اكتُشف هذا الجُرم الفلكي بواسطة ماورا تومبيلي ‏ في 25 يناير 1998.

## وصلات خارجية
- (29550) 1998 BE44 في قاعدة بيانات مختبر الدفع النفاث لأجرام النظام الشمسي الصغيرة

- الاكتشاف · مخطط المدار ·  العناصر المدارية · المعلمات المادية

- (29550) 1998 BE44 على موقع ويكي سكاي: DSS2, SDSS, GALEX, IRAS, Hydrogen α, X-Ray, Astrophoto, Sky Map, Articles and images